# Gian Carlo Brignole
Gian Carlo Brignole (ou francisé en Jean Charles de Brignole), marquis de Brignole, fut un homme d'État italien du début du XIXe siècle.

## Famille
Gian Carlo Brignole, est le fils du marquis Giacomo Maria Brignole. Son père fut le tout dernier doge de la république de Gênes, charge qu'il occupa de 1779 à 1781 puis de 1795 à 1797. Il fut le seul doge de Gênes à avoir exercé la fonction suprême à deux reprises.

## Biographie
En 1814, il fit partie du Gouvernement provisoire de la République de Gênes au côté de Girolamo Serra avec lequel il tenta de préserver l'indépendance de sa patrie. Après l'échec au congrès de Vienne de son cousin le marquis Antoine de Brignole-Sale et l'annexion de Gênes par le royaume de Sardaigne il se mit, comme son illustre cousin au service du roi de Sardaigne.
Il fut de Juin 1816 à l'année 1824, ministre des Finances du royaume de Sardaigne.
Après cette date, il réorganisa profondément le système éducatif dont il conçut la nouvelle organisation, mettant en place une importante et judicieuse réforme de l'éducation. Le royaume de Sardaigne se dotait du système éducatif le plus moderne d'Italie.
Il appartient à la famille Brignole.